# 속주패왕전: BATTLE OF GUITAR
"속주패왕전: BATTLE OF GUITAR" 또는 "속주패왕전"은 대한민국의 청년 만화이다.

## 애니메이션
2009년 부천국제판타스틱영화제에서 17분 분량의 단편 애니메이션으로 상영되었다. 이후 2016년 3월 2일 KBS 1TV에서 스페셜 애니메이션 영화들 중 하나로 재방송되었다.